# A Midnight Bell (film 1917)
A Midnight Bell è un cortometraggio muto del 1917 diretto da Joseph A. Richmond. Prodotto dalla Selig-Hoyt Comedies dalla commedia di Charles Hale Hoyt, il film aveva come interpreti Amy Dennis, Frederick Eckhart.

## Trama
Lemuel Tidd, capo della polizia, ed Ezekiel Slover, capo dei vigili del fuoco, sono acerrimi rivali per la mano di Amy Grey. Quando a Punktown succede qualcosa, i due fanno a gara nel superarsi: scoppia un incendio e il capo della polizia viene salvato in maniera strepitoso, facendo ancora meglio con Amy. A cose fatte, tutto torna tranquillo e i due rappresentanti pubblici tornano ai loro rilassanti uffici e alle loro normali attività per assicurare ordine e sicurezza ai cittadini di Punktown.

## Produzione
Il film fu prodotto dalla Selig-Hoyt Comedies (Selig Polyscope Company).

## Distribuzione
Distribuito dalla K-E-S-E Service, il film - un cortometraggio in due bobine - uscì nelle sale cinematografiche statunitensi il 3 settembre 1917.